# Teresa Semik
Teresa Semik (ur. 16 sierpnia 1955) – polska dziennikarka związana z Polskapresse, od 1978 publicystka dziennika Polska Dziennik Zachodni (do 2007 pod tytułem Dziennik Zachodni).
Absolwentka Wydziału Prawa i Administracji Uniwersytetu Śląskiego w Katowicach.
Dziennikarka Dziennika Zachodniego. Współautorka albumu: Idą pancry na Wujek (2006), autorka książki: Zabiore twoje łzy - Sądowa historia pacyfikacji kopalni "Wujek" (2011).
W 2003 przed Sądem Okręgowym w Katowicach przegrała proces o ochronę dóbr osobistych, które naruszyła w artykule Nonszalancja adwokata?, opublikowanym przez Dziennik Zachodni 16 grudnia 2002 roku. Apelacja, wniesiona w 2003, była bezskuteczna a w 2006 Sąd Najwyższy odmówił rozpatrzenia skargi kasacyjnej wniesionej przez skazaną. Jesienią 2006 zaskarżyła ona w tej sprawie Polskę do Europejskiego Trybunału Praw Człowieka (skarga 39900/06). 
Trybunał uznał m.in., że Opublikowany przez skarżącą artykuł pozbawiony był obiektywizmu, zawierał nieuzasadnioną krytykę pod adresem powoda, i nastawiony był raczej na wywołanie sensacji niż wyważone informowanie czytelników o sprawie karnej. (…) Należy zauważyć, że skarżąca miała otwartą możliwość zapoznania się z aktami sądowymi w celu sprawdzenia, czy i na jakim etapie postępowania pojawił się konflikt interesów pomiędzy oskarżonymi w sprawie. Podobnie, mogła się ona skontaktować z adwokatem w celu wyjaśnienia całej sytuacji. Jednakże, nie padło nawet twierdzenie – nie mówiąc już wykazaniu tego – że przynajmniej próbowała ona to uczynić. - i 15 listopada 2011 roku skarga Teresy Semik została jednomyślnie odrzucona.
Także w 2011 nagrodzona za rzetelność dziennikarską jednym z Hanysów 2011 - nagrodą przyznawaną od 1995 przez kabaret Rak.